# Бабкін Олександр Євграфович
Бабкін Олександр Євграфович — чиновник Нижньогородського земського суду, титулярний радник.

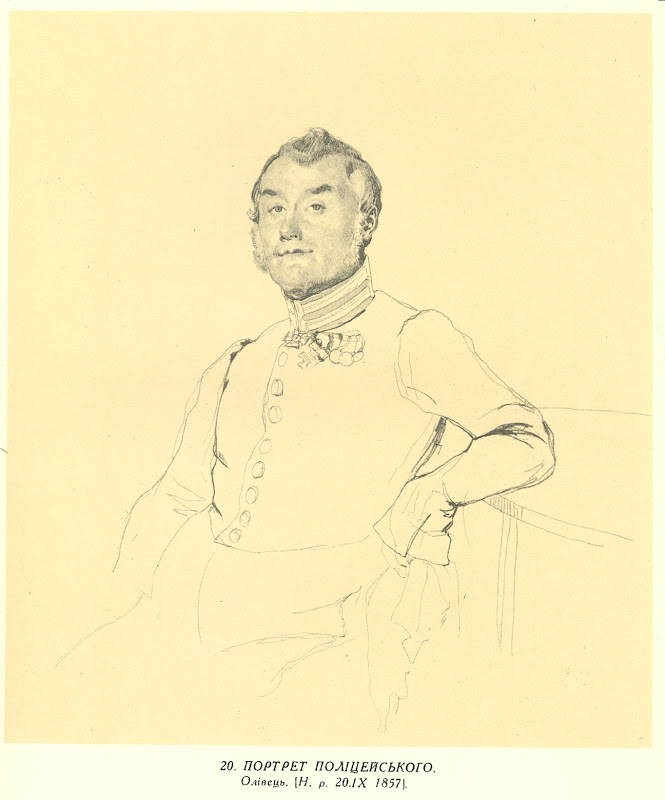
Тарас Шевченко. Портрет поліцейського

Тарас Шевченко познайомився з Бабкіним 1857 у Нижньому Новгороді. 13 січня 1858 він намалював портрет Бабкіна (доля портрета невідома). Бабкін подарував Шевченкові акватинту з зображенням страти Людовіка XVI. Поет назвав її в «Щоденнику» (13 січня 1858) «назидательное изображения». Навесні 1858 вони зустрічалися також у Петербурзі.
Припускається, що Бабкін зображений на так званому «Портреті поліцейського» Тараса Шевченка.